# Dédicaces (Verlaine)
Pour les articles homonymes, voir Dédicace (homonymie).
Dédicaces est le titre du huitième recueil de poèmes en vers de Paul Verlaine, publié en 1890 puis enrichi en 1894 chez l'éditeur Léon Vanier. 
Ce recueil de circonstance, explorant la poésie de l'hommage, bien loin de l'« Art Verlainien » des Poèmes saturniens (1866) ou des Fêtes galantes (1869), est composé, comme son titre l'indique, de cent-neuf poèmes dédicacés chacun à des artistes, amis, directeurs de revue, journalistes ou autres connaissances de l'auteur.

## Composition
Publié en 1890, l'œuvre comporte alors quarante et un poèmes. Dans l'édition de 1894, le recueil s'enrichira de soixante-douze nouvelles pièces, ce qui en fera l'un des recueils en vers du poète les plus importants en termes de taille. Voici la liste exhaustive des cent-neuf poèmes composants la version définitive du recueil :
- Ballade touchant un point d’histoire
- Ballade en vue d’honorer les Parnassiens
- I. À Jules Tellier
- II. Au même
- III. À François Coppée
- IV. J.-K. Huysmans
- V. À Stéphane Mallarmé
- VI. À Jean Moréas
- VII. Laurent Tailhade
- VIII. À Villiers de l’Isle-Adam
- IX. Léon Bloy
- X. À Raoul Ponchon
- XI. A.-F. Gazais
- XII. À Germain Nouveau
- XIII. Maurice Bouchor
- XIV. Henry d’Argis
- XV. À Ernest Raynaud
- XVI. Raymond de la Tailhède
- XVII. À Armand Silvestre
- XVIII. Fernand l’Anglois
- XIX. À Irénée Decroix
- XX. À George Bonnamour
- XXI. À Paterne Berrichon
- XXII. À Gabriel Échanpre
- XXIII. Au docteur Guilland
- XXIV. À Louis et Jean Julien
- XXV. À Émile Le Brun
- XXVI. À Henri Mercier
- XXVII. À Adrien Remacle
- XXVIII. À Armand Sinval
- XXIX. À Charles de Sivry
- XXX. À Charles Vesseron
- XXXI. À Gabriel Vicaire
- XXXII. À Émile Blémont
- XXXIII. À Emmanuel Chabrier
- XXXIV. À Ernest Delahaye
- XXXV. À Maurice du Plessys
- XXXVI. Charles Morice
- XXXVII. À Edmond Thomas
- XXXVIII. À mes amis de là-bas
- XXXIX. Quatorzain pour tous
- XL. Quatorzain pour toutes
- XLI. À G…
- XLII. Encore pour G…
- XLIII. Pour S…
- XLIV. Chanson pour L…
- XLV. A**
- XLVI. Le pinson d’E***
- XLVII. À E…
- XLVIII. À E… pour ses étrennes
- XLIX. À ***
- L. À la même
- LI. Pour la même
- LII. À une dame qui partait pour la Colombie
- LIII. À E***
  - I. Lorsque nous allons chez Vanier
  - II. À propos d'un petit panier
- LIV. Anniversaire, à William Rothenstein
- LV. À mon éditeur.
  - I. Misère
  - II. Richesse
- LVI. À Léon Vanier.
  - I. Vous voulez tuer le veau gras
  - II. Or puisque le veau d'or a lieu
- LVII. Toast à distance, aux Rosati
- LVIII. Manchester, à Théodore C. London
- LIX. Fountain Court, à Arthur Symons
- LX. À Edmond Lepelletier
- LXI. Jean Richepin
- LXII. À Arthur Rimbaud. I
- LXIII. À Arthur Rimbaud. II
- LXIV. À Mlle Renée Zilcken
- LXV. À Mlle Eveline
- LXVI. À Mlle Léonie R…
- LXVII. À Mlle Jeanne Vanier
- LXVIII. Sur un buste de moi, pour mon ami Niederhausern
- LXIX. À Raymond Maygrier
- LXX. À Mlle Adèle
- LXXI. À Mme Marie A…, pour sa fête
- LXXII. À Rodolphe Darzens
- LXXIII. À Henri Bossanne
- LXXIV. À Max Rosa
- LXXV. À Mlle A. Rom***
- LXXVI. À A. Duvigneaux
- LXXVII. À Rodolphe Salis
- LXXVIII. À Léon Cladel
- LXXIX. Pour Marie***, à F.-A. Cazals
- LXXX. À Gustave Lerouge
- LXXXI. Au compagnon Lartigues
- LXXXII. À M. le docteur Chauffart
- LXXXIII. À Aman Jean, sur un portrait enfin reposé de moi
- LXXXIV. À Mme Marie P…
- LXXXV. À César C…
- LXXXVI. À Bibi-Purée
- LXXXVII. À Un passant
- LXXXVIII. Pour Roberte
- LXXXIX. Au vicomte de Lautrec
- XC. Pour Mlle D. A…
- XCI. À Ph… I.
- XCII. À la même. II
- XCIII. À la même. III
- XCIV. À Edmond Picard
- XCV. À Francis Poictevin
- XCVI. À Ph…
- XCVII. Au Gérant du Muller
- XCVIII. À E… en lui offrant Mes Prisons
- XCIC. À Léopold II, roi des Belges
- C. À l’aimée
- CI. Au comte Robert de Montesquiou-Fezensac
- CII. Gabriel de Yturri
- CIII. À Aurélien Scholl
- CIV. À Léon Dierx
- CV. À Mme J***
- Ballade en faveur des dénommés décadents et symbolistes
- Ballade pour s’inciter à l’insouci

### Éditions modernes de référence
- Œuvres poétiques complètes, texte établi et annoté par Y.-G. Le Dantec, Bibliothèque de la Pléiade, Gallimard, 1938 ; complété et présenté par Jacques Borel, 1962.
- Œuvres complètes, présentation chronologique d'après manuscrits, textes originaux et variantes, par Jacques Borel et Samuel Silvestre de Sacy, 2 vol., Paris, Le Club Du Meilleur Livre, 1959.